# Usana lineolalis
Usana lineolalis är en insektsart som beskrevs av William Lucas Distant 1906. Usana lineolalis ingår i släktet Usana och familjen vedstritar. Inga underarter finns listade i Catalogue of Life.